# جون راندولف تاكر (محامي)
جون راندولف تاكر (بالإنجليزية: John Randolph Tucker)‏ هو محامي أمريكي، ولد في 29 أكتوبر 1879، وتوفي في 12 يونيو 1954.